# Pàtria (diari)
Pàtria va ser un diari publicat a Manresa des de l'any 1920 i fins al 25 de febrer de 1935. El primer número es va publicar el 13 de desembre de 1920. Durant els primers anys va tenir la seva redacció i administració al carrer Àngel Guimerà de Manresa. Ben aviat va traslladar la redacció al Carrer del Pedregar i l'administració la va ubicar a la llibreria Romaní del carrer de Sobreroca. Fundat per la família Gomis i escrit majoritàriament en català, l'any 1925 va passar a ser dirigit i controlat pel capellà Lluís Gomis i Cornet. Durant aquesta etapa el diari va adquirir una marcada tendència conservadora i tradicionalista. El 1934, Ramon Barniol Tubau va ocupar el càrrec de director del diari. Des de llavors, i fins a la seva desaparició pocs mesos després, el mitjà es radicalitza en les postures ultraconservadores, adoptant un argumentari fonamentalista i sovint utilitzant la mofa per ridiculitzar els republicans. Va ser el portaveu dels carlins manresans i se'n feia ressò de les seves activitats. Des de finals de 1934 va ser el mitjà de comunicació oficial d'Acció Popular Catalana, amb una clara tendència antirepublicana.
El preu del número «solt» era de 10 cèntims. La subscripció mensual era de 2 pessetes per la ciutat de Manresa. Per als de fora, la subscripció era de 7,50 pessetes el trimestre.

## Contingut del diari
Des de la seva fundació és un clar defensor de les idees conservadores i tradicionals. En l'article de presentació del primer exemplar es pot llegir «Catòlics i monàrquics fins a l'abnegació», uns valors que la publicació seguirà amb fidelitat fins a la seva desaparició. També declararà la seva afinitat amb les idees de l'Unión Monárquica Nacional. En la seva carta fundacional afirmen que apareixen a la palestra periodística amb un «fervent amor a la causa de la monarquia». A través dels seus articles d'opinió defensarà principis cristians, la moral i l'ètica dictada des de l'església.
El diari va néixer amb una motivació política. El primer número, publicat el 13 de desembre de 1920, conté el lema «Diario político de avisos y notícias de Manresa», que es mantindrà a la capçalera durant algun temps. La sortida al carrer coincideix amb la campanya política per les eleccions generals espanyoles de 1920. Donarà veu al candidat manresà Ramon Sostres Llobet, que es presenta com una alternativa la Lliga Regionalista. La publicació entrarà sovint en conflicte amb aquesta formació política, a la que acusa d'acomodar-se al poder. La picabaralla amb la Lliga serà constant.
Durant la seva existència els editorials van tractar temes molt diversos, però serà a partir de l'any 1931 que prendran un to clarament antirepublicà. Aquesta tendència s'aguditza cap a finals del 1934 i fins a la seva desaparició, el febrer de 1935, quan el diari pren un aire fonamentalista i radical. Durant aquesta última etapa carregarà sistemàticament contra totes les polítiques del govern republicà. Un dels temes més sensibles que va tractar va ser la qüestió de l'ensenyament, de la que en va parlar de forma exhaustiva. Van publicar nombrosos articles en contra de l'escola laica i gratuïta, ridiculitzant als seus impulsors, els pares que optaven per aquest model educatiu i qualsevol argument que defensés la separació entre escola i religió.
L'altre gran tema del diari és l'obrerisme i el comunisme. Pàtria va publicar nombrosos articles on analitza la qüestió soviètica i l'evolució de la revolució. Tot i que parlarà de molts aspectes de la vida quotidiana de l'URSS (sovint es tracta de qüestions banals o poc rellevants), sempre tendirà a criminalitzar l'ateisme soviètic, parlarà de la persecució dels religiosos i denunciarà els perills de la influència comunista a Espanya.
La resta del diari estava composta per anuncis, avisos i notícies sense signar. El més comú, és trobar breus d'agència i noves vingudes d'arreu. També es feia ressò del que publicaven altres diaris i copiava les seves vinyetes. És normal veure-hi dibuixos extrets de El Diluvio o El Correo Catalán. També és freqüent trobar tota mena d'informacions religioses: sants, cançons, elogis a sacerdots i tota mena d'articles especials (sovint extensos) quan hi ha algun fet religiós o festivitat rellevant.

## Seccions del diari
Es van mantenir les mateixes seccions durant tota la seva vida, amb molt lleugeres variacions. Tots els números obrien amb una portada on es podia llegir un article extens d'estil editorial i un o dos articles d'opinió escrits pel director o col·laboradors més propers. El següent apartat era la secció “de la comarca”, on es publicaven notícies i avisos de les poblacions del Bages i pròximes a Manresa. El gruix del diari es trobava a la secció “Crònica local”, on s'explicaven tota mena de fets diversos i avisos referents a la ciutat. Destaca el pes dels esports locals i el futbol, als que es dedicava una plana sencera. L'última plana estava destinada a les informacions d'última hora, on es podien llegir breus internacionals i notícies de teletip d'arreu d'Espanya. La contraportada podia variar depenent de les notícies del dia. Normalment es guardava per a la crònica esportiva o la informació general, però també es va utilitzar per a publicar fotografies de fets molt destacats, com visites oficials. Cap secció o notícia estava signada, exceptuant l'editorial i els articles d'opinió, que es signaven amb nom complet o inicials.

## Elements formals i estilístics
Pàtria era un diari de tres planes a doble cara, força breu. La capçalera era senzilla, contenia el nom del diari amb una tipografia moderna. Al peu es podia llegir “diari independent d'avisos i notícies”. Aquests aspectes van patir lleugeres modificacions al llarg dels anys, però cap canvi de rellevància. Tot i que va començar a publicar-se amb tres columnes, la composició aviat va fer un canvi a cinc columnes, separades per un filet i esquitxades amb il·lustracions de gravat que podien ocupar tot l'ample de pàgina. El text era justificat, amb una impressió de qualitat que feia fàcil la seva lectura, de tipografia romana amb serif. La presentació estètica no va variar gaire des de la fundació fins a la desaparició. Quant a l'escriptura, és àgil, planera i sense floritures. Hi ha una clara evolució de llenguatge i l'estil narratiu quan es comparen textos de la dècada de 1920 i el període final del diari. Per la manera d'explicar els fets, el detallisme i claredat, és de suposar que volien arribar al gran públic. Quant al material gràfic, Pàtria no va utilitzar la fotografia de forma regular. Únicament publicava una imatge en ocasions molt especials.

## Director i propietat
Cap exemplar del diari presenta el nom del director o el propietari a la capçalera, fet que dificulta conèixer quina era la propietat i la direcció postal de la publicació. Cinc anys després de la seva fundació, l'any 1925, Mn. Lluís Gomis i Cornet en va prendre el control i direcció. Es mantindrà al capdavant fins a l'any 1934, quan el càrrec de director serà ocupat Ramon Barniol Tubau fins a la desaparició del diari.

## Col·laboradors
- Josep Prat Piera
- Àngel Badia
- Miquel Bosch i Jover
- Josep Cirera Soler
- Josep Vilà i Ortonobes
- Francesc Ribera Font
- Fidel Riu Dalmau
- Joaquim Sarret i Arbós
- Manuel Brunet i Solà

## Coexistència de mitjans
La publicació de Pàtria coincidirà en el temps i l'espai amb un bon grapat de mitjans de comunicació locals. Pel que fa a diaris, compartirà quiosc amb Diario de Avisos de Manresa (1896-1937), El Pla de Bages (1904-1937) i El Dia (1929-1939). A partir de 1924, amb l'arribada de les primeres emissions radiofòniques a la ciutat, els mitjans escrits hauran de compartir l'audiència amb el nou mitjà. Tot i l'expectació que despertà l'emissió radiofònica, no serà fins a la dècada dels 30 que aquest mitjà es convertirà en veritable competidor, fet que culmina l'any 1934 amb la creació de Radio Manresa. Durant la publicació de Pàtria, també es podien trobar al carrer nombroses capçaleres de tipus setmanal o mensual. En són exemple el setmanari Seny (1921-1936) o publicacions satíriques efímeres com La Lluna (1931) i el Born (1936).